# Florian Havemann

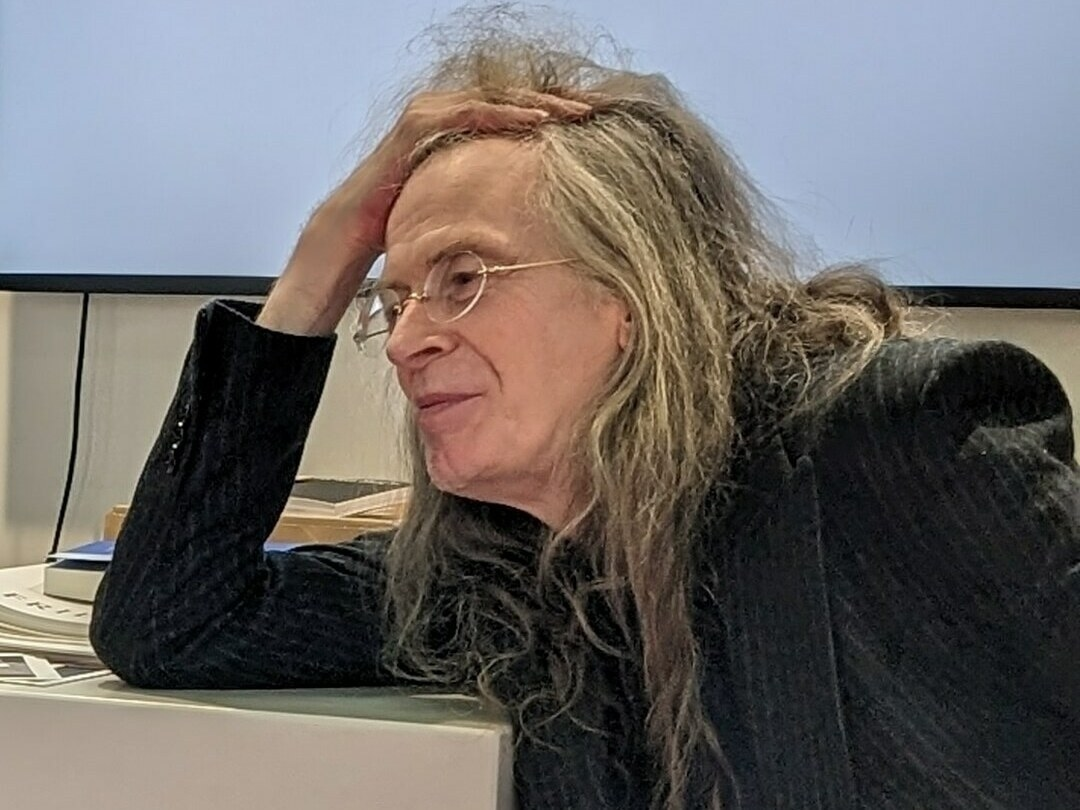
Florian Havemann, Buchmesse Frankfurt 2023

Florian Havemann (* 12. Januar 1952 in Ost-Berlin) ist ein deutscher Schriftsteller, Maler und Komponist.

## Werdegang
Florian Havemann, Sohn des DDR-Regimekritikers Robert Havemann und von Karin von Trotha, wuchs in Berlin-Mitte auf. Als Jugendlicher entwickelte er künstlerische Interessen und auch Begabung, welche insbesondere durch seinen Onkel, den Architekten Hermann Henselmann, gefördert wurden. Im Jahr 1968 wurde er mit 16 Jahren verhaftet, weil er mit einer auf Karton gemalten und aus dem Fenster gehängten tschechoslowakischen Flagge gegen die gewaltsame Beendigung des Prager Frühlings durch Truppen des Warschauer Pakts protestiert hatte. Er war damit das jüngste Mitglied der Gruppe der Ost-68er, zu der auch Rosita Hunzinger, Hans-Jürgen Uszkoreit, Erika-Dorothea Berthold, Thomas Brasch, Sanda Weigl und Havemanns Bruder Frank gehörten. Alle Protestierenden saßen drei Monate in der Untersuchungshaftanstalt des MfS Berlin-Hohenschönhausen ein und wurden im Oktober 1968 wegen „staatsfeindlicher Hetze“ verurteilt. Während bei allen anderen Verurteilten die Freiheitsstrafen bereits im November auf Bewährung ausgesetzt wurden, wurde Havemann in das Jugendgefängnis Luckau überstellt. Nach insgesamt vier Monaten Haft kam schließlich auch er vorzeitig frei, als Elektriker auf Bewährung abkommandiert ins Reichsbahnausbesserungswerk Berlin-Schöneweide.
1971 floh Florian Havemann mit seiner Freundin in einem leeren Tanklastwagen in den Westen. Havemanns Flucht gab dem Sänger und DDR-Dissidenten Wolf Biermann den Anstoß für das Lied Enfant perdu; dies trug er neben anderen bei seinem bekanntesten Konzert am Vorabend der Ausbürgerung in Köln am 13. November 1976 vor. In dem Lied kritisiert Biermann Havemann und dessen Flucht scharf: „Wer abhaut aus dem Osten, / der ist auf unsere Kosten / von sich selber abgehaun“, „dort macht er den linken Clown“ sowie mit einem doppeldeutigen „er ist hinüber“ und „Abgang ist überall“. Biermann, nun selbst im Westen, sandte Havemann böse Wünsche: „Lass, lass in die Binsen gehen, / damit wir im Osten sehen, / dass der, der abfällt, fällt.“
Havemann war nach seiner Flucht Hausmeister an der West-Berliner Akademie der Künste, studierte an der Hochschule der Künste in West-Berlin Grafikdesign und Bühnenbild und übernahm eine Bühnenassistenz bei Achim Freyer. 1999 wurde er Laienrichter am Verfassungsgericht des Landes Brandenburg (vorgeschlagen von der PDS, Amtszeit zehn Jahre). 2002 übernahm er die Kandidatur der PDS für den Bundestag auf der sächsischen Landesliste. Zeitweise war er politischer Berater von Gregor Gysi, der zu DDR-Zeiten Robert Havemanns Anwalt gewesen war.
Havemann betätigt sich als Autor von Bühnenstücken, darunter Speer (über Albert Speer) und Rosa (über Rosa Luxemburg), die jedoch bisher nicht zur Aufführung kamen, und hat außerdem als Komponist mehrere Theatermusikstücke vorgelegt sowie einen Klavierzyklus geschrieben und aufgeführt. Von Oktober 2005 bis Oktober 2011 war er zusammen mit Daniel Küchenmeister und Helge Meves Herausgeber der im Internet erscheinenden Zeitschrift für unfertige Gedanken, für die unter anderen auch der Berliner Autor und Journalist Thomas Wieczorek schrieb.
2021 war Havemann Mitbegründer des Verlags Freunde & Friends, bei dem er die Verantwortlichkeit für den Inhalt nach § 55 Abs. 2 RStV übernahm. Seit 2021 schreibt Florian Havemann für eine Essay-Reihe in der Berliner Zeitung am Wochenende: Der unfertige Gedanke.
Havemann lebt in Berlin. Sein Atelier und Galerie befindet sich seit 2019 in der Friedrichstraße. Aus seinem Atelier heraus hat er nach eigenen Angaben bis Januar 2022 noch nie ein Bild verkauft. Havemann heiratete 1988 Agnès Vigneron und hat mit ihr drei Kinder: Ingrid, Caroline und Gabriel wurden 1993, 1998 und 1999 geboren. Er ist mit Hanna Lakomy liiert.

## Kontroverse um die AutobiografieHavemann(2007)

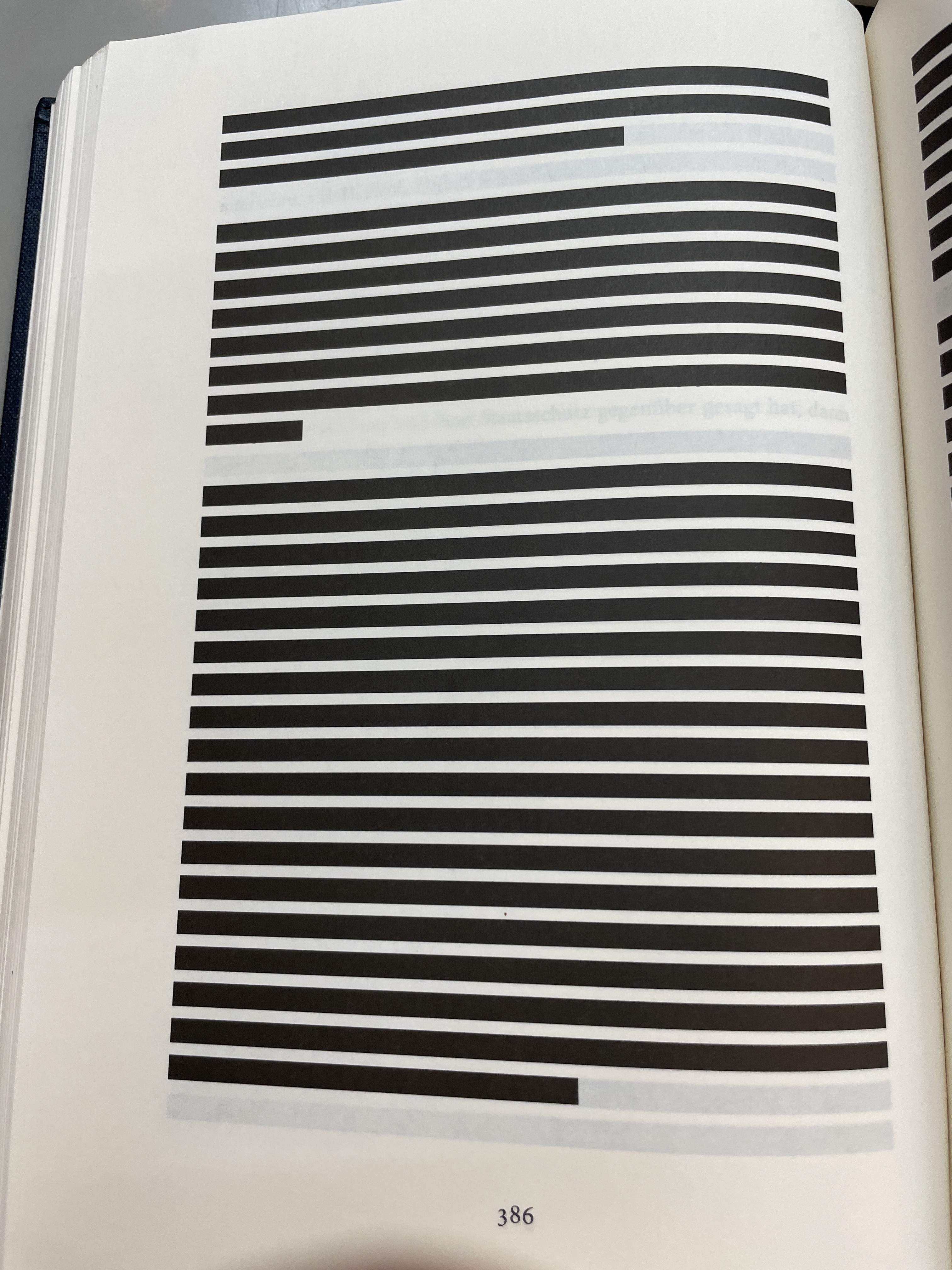
Vollständig geschwärzte Seite aus dem Roman Havemann (2. Auflage, 2008)

Unter dem Titel Havemann verfasste Florian Havemann einen 1100 Seiten starken, von ihm als „Tatsachenroman“ bezeichneten Roman über das Leben seines Großvaters Hans Havemann, seines Vaters Robert Havemann und sein eigenes. Das Werk machte bereits vor seiner Veröffentlichung im November 2007 Schlagzeilen, insbesondere, weil Havemann darin Wolf Biermann einen bis kurz vor dessen Ausbürgerung bestehenden Sexualkontakt zur damaligen Volksbildungsministerin Margot Honecker, der Ehefrau des Staatsratsvorsitzenden Erich Honecker, unterstellt. Das Buch wurde von mehreren Kritiken als „Vatermord“ bezeichnet und überwiegend negativ aufgenommen.
Nachdem ein Protagonist des Romans sich verunglimpft gesehen hatte, gab der Suhrkamp Verlag eine Unterlassungserklärung ab und rief das Buch am 21. Dezember 2007 aus dem Buchhandel zurück. Da mehrere Personen, darunter Angela Merkel, Joachim Sauer, Eva-Maria Hagen und Havemanns Schwester Sybille, für Streichungen gestritten hatten, erschien im September 2008 eine neue, gekürzte und geschwärzte Auflage. Zuvor war das Buch mit Einschwärzungen als Download erhältlich gewesen. Einer Klägerin sprach das Landgericht Berlin Schmerzensgeld für ihre Erwähnung mit Klarnamen und Denunziation als Femme fatale zu.
Der 2006 von Havemann bei Suhrkamp zuerst eingebrachte, dann aber wegen Havemann zurückgestellte Roman Speedy ging infolge des Skandals zunächst gar nicht in Druck. Erst nachdem sich Clemens J. Setz 2019 in einem Artikel in der FAZ für den Roman eingesetzt hatte, wurde er vom Europa Verlag veröffentlicht.

## Werke
- Auszüge aus den Tafeln des Schicksals – ein Porträt von Velimir Chlebnikov. März bei Zweitausendeins, Frankfurt 1977.
- Havemann. Autobiografie. Suhrkamp, Frankfurt am Main 2007, ISBN 978-3-518-41917-5 (1092 S.)., Besprechung:[27]
- Florian Havemann – Rosa, Speer – Bilder. Anlässlich der Ausstellung „Florian Havemann – Rosa, Speer – Bilder“, Schloss Neuhardenberg, 30. März bis 29. Juni 2008. Stiftung Schloss Neuhardenberg/Neubrandenburg 2008, ISBN 978-3-9812196-0-9.
- Speedy – Skizzen. Roman. Europa Verlag, München 2020, ISBN 978-3-95890-329-6.
- Bankrott. Freunde & Friends, Berlin 2022, ISBN 978-3-00-072487-9.
- Begabung usw. zusammen mit Hanna Lakomy, Freunde & Friends, Berlin 2023, ISBN 978-3-910815-00-1